# Papuana sumbawana
Papuana sumbawana är en skalbaggsart som beskrevs av Miyake och Yamaya 1999. Papuana sumbawana ingår i släktet Papuana och familjen Dynastidae. Inga underarter finns listade i Catalogue of Life.